# Michal Varga
Michal Varga (* 1956) je bývalý slovenský fotbalista, útočník a obránce. Jeho starší bratr Štefan Varga byl také prvoligovým fotbalistou.

## Fotbalová kariéra
V československé lize hrál za VSS Košice. Dal 1 ligový gól. Ve druhé nejvyšší soutěži hrál za Zemplín Vihorlat Michalovce, je rekordmanem v počtu odehraných mistrovským zápasů za A-mužstvo (283 starty ve 12 sezonách).

## Ligová bilance
| Ročník                                      | Zápasy | Góly | Minuty | Klub                        |
| ------------------------------------------- | ------ | ---- | ------ | --------------------------- |
| 1. československá fotbalová liga 1975/76    | 5      | 1    | 258    | VSS Košice                  |
| 1. slovenská národní fotbalová liga 1982/83 | 26     | 1    | –      | Zemplín Vihorlat Michalovce |
| 1. slovenská národní fotbalová liga 1983/84 | 27     | 1    | –      | Zemplín Vihorlat Michalovce |
| 1. slovenská národní fotbalová liga 1984/85 | 30     | 2    | –      | Zemplín Vihorlat Michalovce |
| 1. slovenská národní fotbalová liga 1985/86 | 29     | 0    | –      | Zemplín Vihorlat Michalovce |
| 1. slovenská národní fotbalová liga 1987/88 | 27     | 1    | –      | Zemplín Vihorlat Michalovce |
| 1. slovenská národní fotbalová liga 1988/89 | 26     | 0    | –      | Zemplín Vihorlat Michalovce |
| CELKEM                                      | 5      | 1    | 258    |                             |